# 联合国安全理事会第1203号决议
联合国安全理事会于1998年10月24日通过联合国安全理事会第1203号决议，在回顾关于科索沃问题的第1160号和第1199号决议后，安理会要求南斯拉夫联邦共和国（塞尔维亚和黑山）遵守安理会以前的决议，并与北约和欧洲安全与合作组织在科索沃的核查任务进行合作。
这项决议是由戈尔尼奥布林耶屠杀触发的。
1998年10月16日，南斯拉夫联邦共和国和欧安组织在贝尔格莱德签署了一项协议，规定在科索沃设立一个核查团，并在前一天商定对科索沃进行空中核查。秘书长科菲·安南将向南斯拉夫联邦共和国派遣一个特派团，以评估科索沃当地的局势。
安全理事会指出，科索沃的冲突应得到和平解决，并应给予该领土更大的自治权和有意义的自治。与此同时，科索沃境内的暴力、恐怖以及向恐怖分子提供武器和培训以追求政治目标的行为受到谴责。人们关切的是，除了科索沃即将发生的人道主义灾难外，南斯拉夫联邦共和国的独立媒体已经关闭。
该决议将冲突视为对国际和平与安全的威胁，并根据《联合国宪章》第七章采取行动，要求南斯拉夫联盟共和国立即和充分遵守同北约组织和欧安组织达成的协议。科索沃阿族领导人还必须遵守各项协定和安全理事会以前的决议。双方还被敦促进行对话以解决危机，并与国际社会合作改善人道主义局势。科索沃阿尔巴尼亚人必须放弃恐怖主义，以和平方式追求他们的目标，并重申所有难民都有权返回家园。
最后，有人指出，前南斯拉夫问题国际刑事法庭将调查对人民犯下的任何罪行，并要求为此目的提供国际援助。
第1203号决议以13票对0票通过，中国和俄罗斯两票弃权，因为这两国反对使用武力。中国也反对一项向南斯拉夫联邦共和国内部事务施加压力的决议，俄罗斯表示，该决议没有考虑到贝尔格莱德的积极事态发展。